# Ereteken (Oekraïne)
Het Ereteken (Oekraïens: Нагрудний знак «Знак пошани», Nahroednyj znak "Znak posjany", letterlijk: Borstster "Ereteken") is een militaire onderscheiding van het ministerie van Defensie van Oekraïne.
Het Ereteken wordt toegekend aan medewerkers van de Oekraïense strijdkrachten en andere personen, voor een betekenisvolle persoonlijke bijdrage aan de de opbouw, ontwikkeling en instandhouding van de Oekraïense strijdkrachten, het leveren van uitmuntende prestaties op militair, wetenschappelijk, educatief of ander gebied, onberispelijke gewetensvolle dienst en werkzaamheden en bewezen diensten aan de Oekraïense strijdkrachten.
In mei 2003 werd een vergelijkbare onderscheiding ingesteld, die de voorloper is van het Ereteken. Deze gelijknamige medaille, met een identiek versiersel maar dan aan een lint, is tot juni 2013 toegekend aan militairen en medewerkers van de Strijdkrachten van Oekraïne, evenals aan andere personen, voor een betekenisvolle persoonlijke bijdrage aan de opbouw, ontwikkeling en instandhouding van de Oekraïense strijdkrachten, de versterking van de militaire samenwerking en andere bewezen diensten aan de Oekraïense strijdkrachten.

## Versierselen
Het kleinood, in de vorm van een plaque, wordt gevormd door een recht breedarmig kruis met armen van gelijke lengte van geel metaal, bedekt met karmozijnrood email, in het midden waarvan op een rond medaillon van geel metaal bedekt met blauw email het teken van het vorstendom van Volodymyr de Grote (het klein staatsembleem van Oekraïne) staat. Het kruis staat op een achtergrond van divergerende stralen. Om het medaillon is aan de bovenkant in een rand van wit email in geel metaal de inscriptie "МІНІСТЕРСТВО ОБОРОНИ УКРАЇНИ" ("Ministerie van Defensie van Oekraïne") aangebracht, aan de onderkant twee lauwertakken van geel metaal.
De plaque, die geen lint heeft, wordt op de rechterborst gedragen, onder de Oekraïense en buitenlandse staatsonderscheidingen die op de rechterborst gedragen worden en na de plaque die hoort bij "Voor militaire Heldhaftigheid".
De versierselen verbeelden het embleem van de Oekraïense strijdkrachten: een karmozijnrood verkort kruis pattée (het zogenaamde Kozakkenkruis), goudgebiesd, met in het midden een goudgebiesd blauw rond medaillon met de afbeelding van het teken van het vorstendom van Volodymyr de Grote van goud. Naast de vorm verwijst ook de kleur karmozijnrood naar de Kozakken, leden van gemilitariseerde zelfbesturende gemeenschappen, die vanaf de late middeleeuwen de steppen bewoonden in het zuiden van het huidige Oekraïense grondgebied.

embleem

De moiré zijden baton is 28 mm breed en 12 mm hoog en is overlangs gestreept: karmozijnrood 6 mm breed, wit 1 mm breed, blauw 3 mm breed, geel 8 mm breed, blauw 3 mm breed, wit 1 mm breed en karmozijnrood 6 mm breed.

## Nederlandse dragers
Tijdens haar bezoek aan Kyiv in 2020 ontving Beja Kluiters-Albers, voorzitter van de Nederlandse Stichting Spoetnik, het Ereteken dat haar op 19 augustus 2019 was toegekend voor de organisatie en verlening van bijstand aan de Oekraïense strijdkrachten, het handhaven van het moreel van de verdedigers van de staatssoevereiniteit en territoriale integriteit van Oekraïne en ter gelegenheid van de Onafhankelijkheidsdag van Oekraïne.

## Trivia
De naam van deze onderscheiding lijkt een verwijzing te zijn naar het Ereteken van de Sovjet-Unie dat van 1935-1988 werd uitgereikt om uitmuntende prestaties te belonen op het gebied van productie, onderzoek, overheid, sociale en culturele activiteiten, sport en andere maatschappelijk nuttige activiteiten, evenals voor uitingen van burgermoed.
Het Ereteken, de medaille voor steun aan de Oekraïense strijdkrachten en de medaille voor de ontwikkeling van militaire samenwerking zijn de drie militaire onderscheidingen van het ministerie van Defensie van Oekraïne die tussen 2003-2022 zijn ingesteld en ook aan burgers kunnen worden verleend.  
Hoewel op 21 november 2022 nieuwe departementale onderscheidingen van het ministerie van Defensie van Oekraïne zijn ingesteld, werd de onderscheiding op 23 december 2023 nog toegekend aan Andrii Kolosovskyj uit het dorp Oezjynets.
Op 1 maart 2024 ontving Olesja Rejda uit Borsoeky het nieuwe Erekruis. Ook deze onderscheiding wordt toegekend aan medewerkers van de Oekraïense strijdkrachten en andere personen, voor 'een betekenisvolle persoonlijke bijdrage aan de de opbouw, ontwikkeling en instandhouding van de Oekraïense strijdkrachten, het leveren van uitmuntende prestaties op militair, wetenschappelijk, educatief of ander gebied, onberispelijke gewetensvolle dienst en werkzaamheden en bewezen diensten aan de Oekraïense strijdkrachten' en kan daarmee gezien worden als de opvolger van het Ereteken.
Op 29 oktober 2024 ontving kolonel Hans Hoppenreijs, de Nederlandse defensieattaché in Kyiv, het Erekruis.

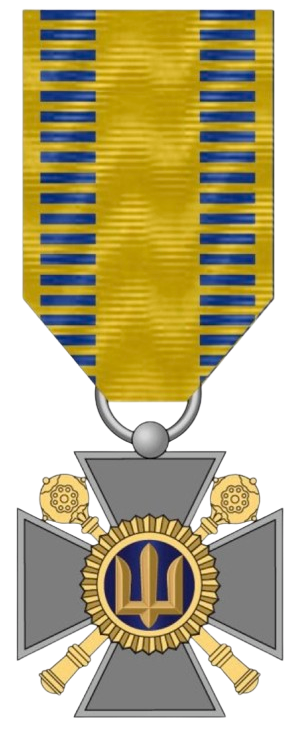
Erekruis

Orden van Oekraïne

Held van Oekraïne (Gouden Ster · van de Natie)

Vrijheid ·
Vorst Jaroslav de Wijze ·
Verdienste ·
Bohdan Chmelnytsky ·
Helden van de Hemelse Honderd ·
Dapperheid ·
Vorstin Olha ·
Daniel van Galicië ·
Dapper Werk in de Mijnen

Oekraïense presidentiële en militaire onderscheidingen

Kruis voor Militaire Verdienste ·
Ivan Mazepa-Kruis ·
Geëerd Beoefenaar van de Kunsten ·
25 jaar onafhankelijkheid ·
Gouden Hart

Ereteken ·
Medaille voor steun aan de Oekraïense strijdkrachten

Zie ook orden, onderscheidingen en medailles van:

Oekraïne (draagvolgorde) · 
Oekraïense Volksrepubliek (Orde van het IJzeren Kruis) · 
 OekSSR (Rode Vlag van de Arbeid)